# Dominika Banevič
Dominika Banevič (8 de junho de 2007) é uma breakdancer lituana.

## Carreira
Banevič estudou no Ginásio João Paulo II de língua polonesa em Vilnius. Ela começou a praticar breaking em setembro de 2015. Em 2021, ela participou dos Jogos Esportivos Juvenis Escolares Poloneses em Łomża. Aos 16 anos, ela se tornou campeã mundial em Leuven em 2023. Em 2023, Banevič venceu o campeonato nacional lituano pela 4ª vez. Banevič representou a Lituânia nos Jogos Olímpicos de Verão de 2024 e ganhou a medalha de prata. Ao retornar à Lituânia, Česlav Okinčic, o ex-presidente da Federação Lituana de Golfe, presenteou Dominika com um novo carro elétrico em nome da comunidade do golfe e de todas as nacionalidades de Vilnius.